# Sergei Witaljewitsch Karjakin
Sergei Witaljewitsch Karjakin (russisch Сергей Витальевич Карякин; * 16. August 1981) ist ein russischer Biathlet.
Sergei Karjakin besuchte die regionale Sporthochschule in Murmansk, startet für Dinamo Murmansk und wird von Wladimir Krassawzew trainiert. Mit der Staffel gewann er die russische Meisterschaft im Sommerbiathlon 2004. 2005 lief er zur Vizemeisterschaft mit der Mannschaft und mit der 4 × 7,5-km-Staffel auf den Bronzerang der russischen Biathlonmeisterschaften. Er startete in Oberhof bei den Sommerbiathlon-Weltmeisterschaften 2009 in den Rennen der Teildisziplin Crosslauf. Mit zwei Schießfehlern lief er im Sprint auf den sechsten Platz, mit weiteren sechs Fehlern konnte er seine Position auch im Verfolgungsrennen behaupten. Bei den russischen Meisterschaften im Sommerbiathlon im Juli 2009 in Ufa belegte er im Sprint (Crosslauf) Platz fünf und Platz sechs in der Verfolgung.